# Пальмова оранжерея Шенбрунна

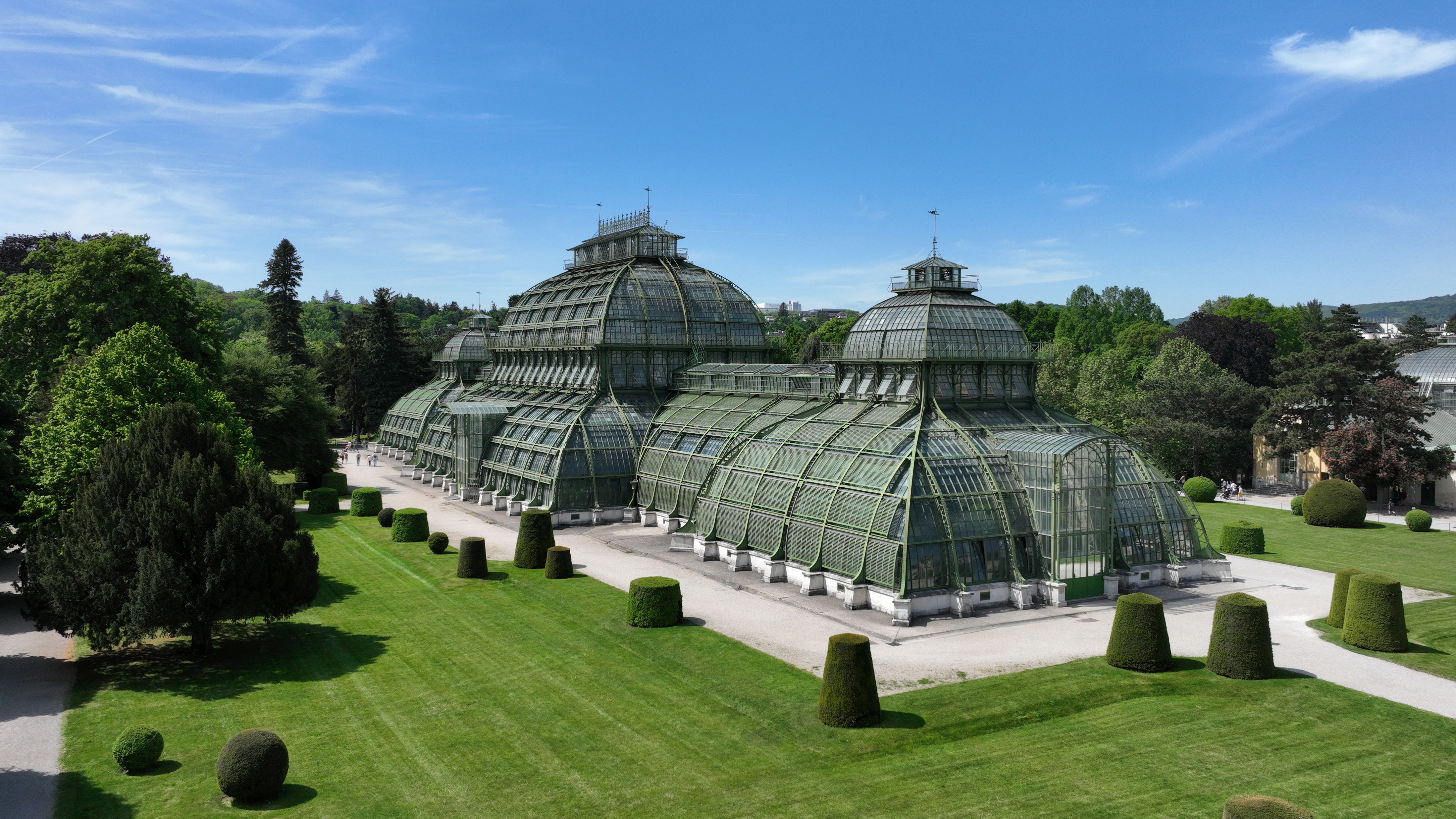
Вид з повітря на пальмовий будиночок

Пальмова оранжерея Шенбрунна (нім. Schönbrunner Palmenhaus) — оранжерея у Відні, столиці Австрії.
Пальмова оранжерея відкрита у 1882 році, вона є найбільш відомою із чотирьох оранжерей у садах палацу Шенбрунн і, разом пальмовими оранжереями Королівських ботанічних садів в К'ю і ботанічного саду Франкфурта, є одною із найбільших у своєму роді. У оранжереї росте близько 4500 видів рослин.

## Історія
Імператор Франц I, чоловік і співправитель Марії-Терезії купив у 1753 році в місті Гітцінг ділянку на західній стороні замкового парку, на якій він заклав голландський сад. Адріан ван Ховен і його помічник Річард ван дер Шот побудували великий парник і чотири скляні оранжереї.
Початок колекції екзотичних рослин поклала оригінальна віялова пальма («пальма Марії-Терезії»), яка була куплена в Голландії у 1754 році. Вже при Йосифі II експедиції Ніколауса Йозефа фон Жакена у Вест-Індію та Франца Бооса і Георга Шолля до мису Доброї Надії призвели до значного зростання колекції. Теплиці були розширені двома крилами, а у 1828 році неподалік було збудовано так звану «Стару пальмову оранжерею», хоча це була цегляна будівля, яка була засклена лише зі східного боку, що шкодило світлолюбним рослинам. Після Віденської всесвітньої виставки стало зрозуміло, що тільки повністю засклена залізна конструкція може створити оптимальні умови задля рослин.
19 червня 1882 року імператор Франц Йосиф I відкрив нову Пальмову оранжерею. Її всього лише за два роки збудував інженер Ігнац Грідль за планом придворного архітектора Франца-Ксавера фон Зеґеншміда.

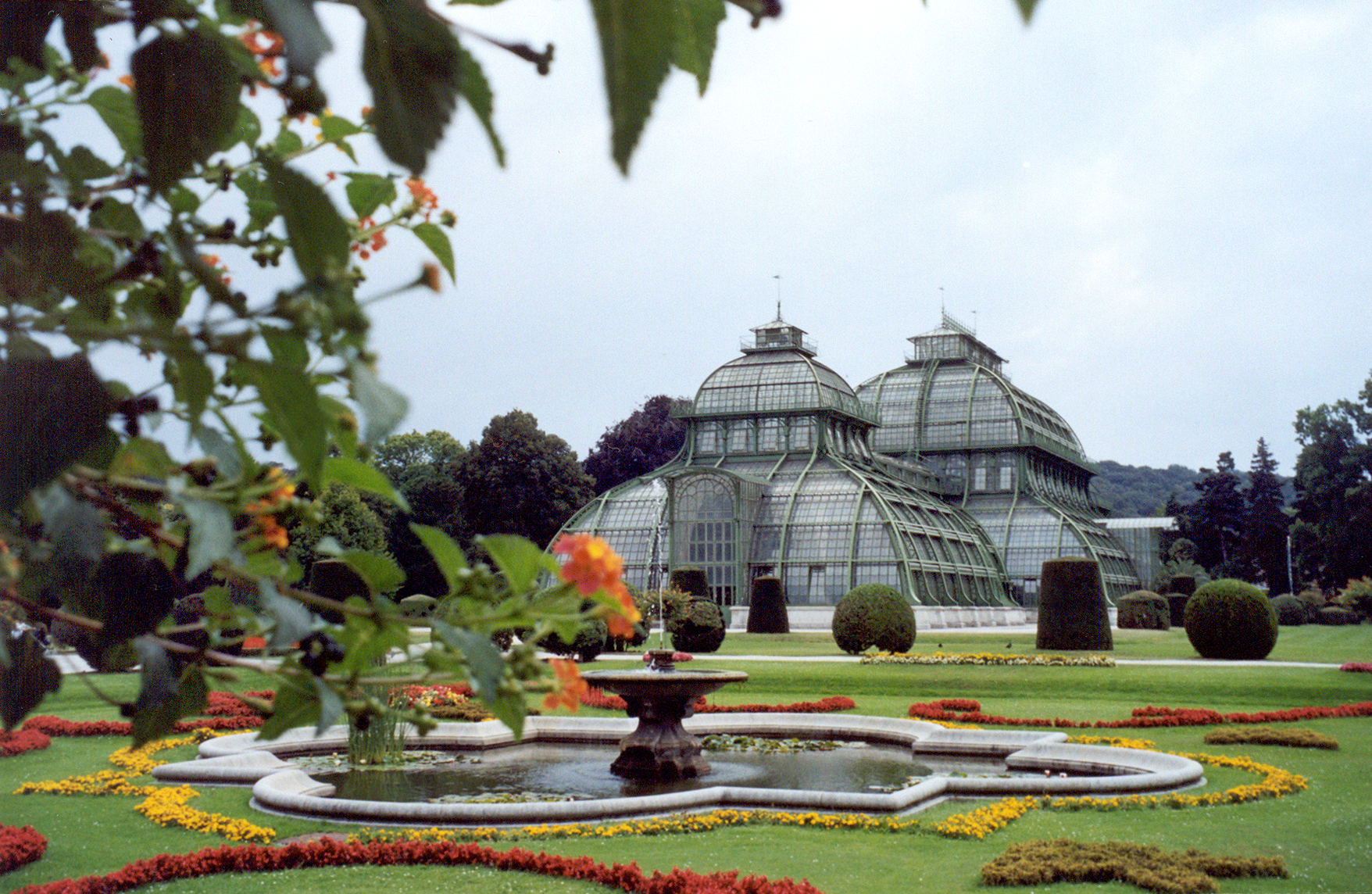
Пальмова оранжерея з північного заходу
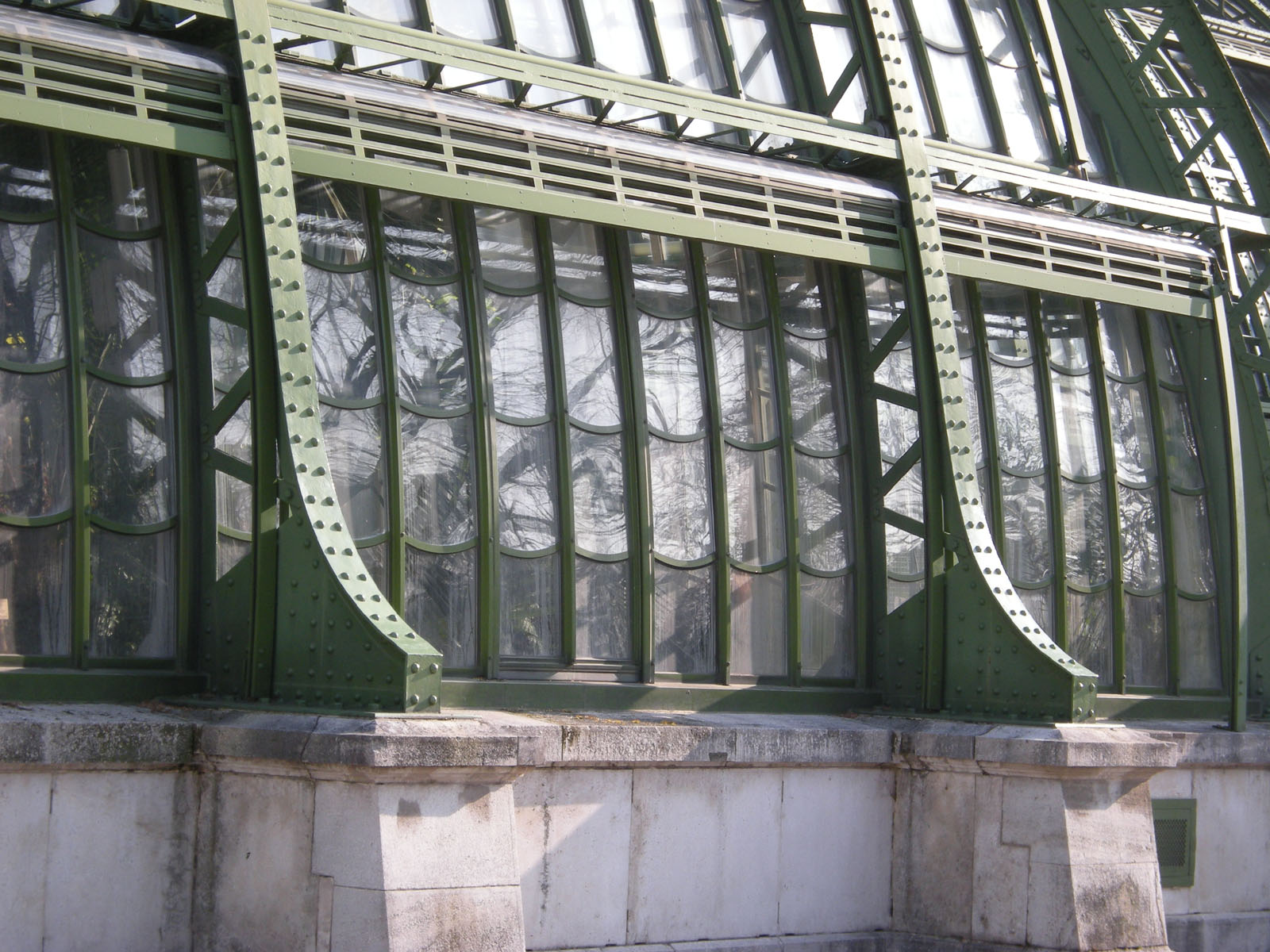
Деталь каркаса
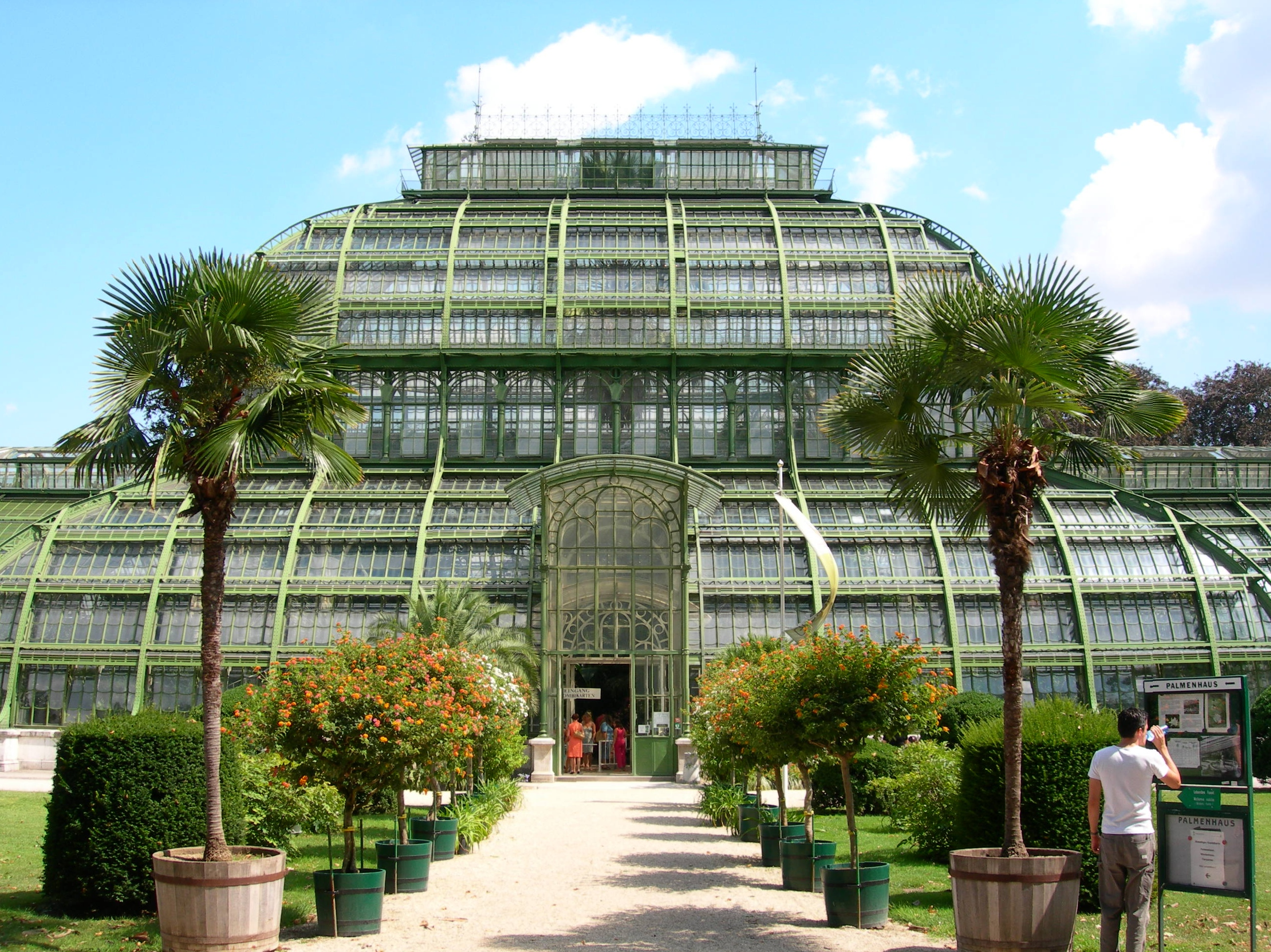
Центральний зал
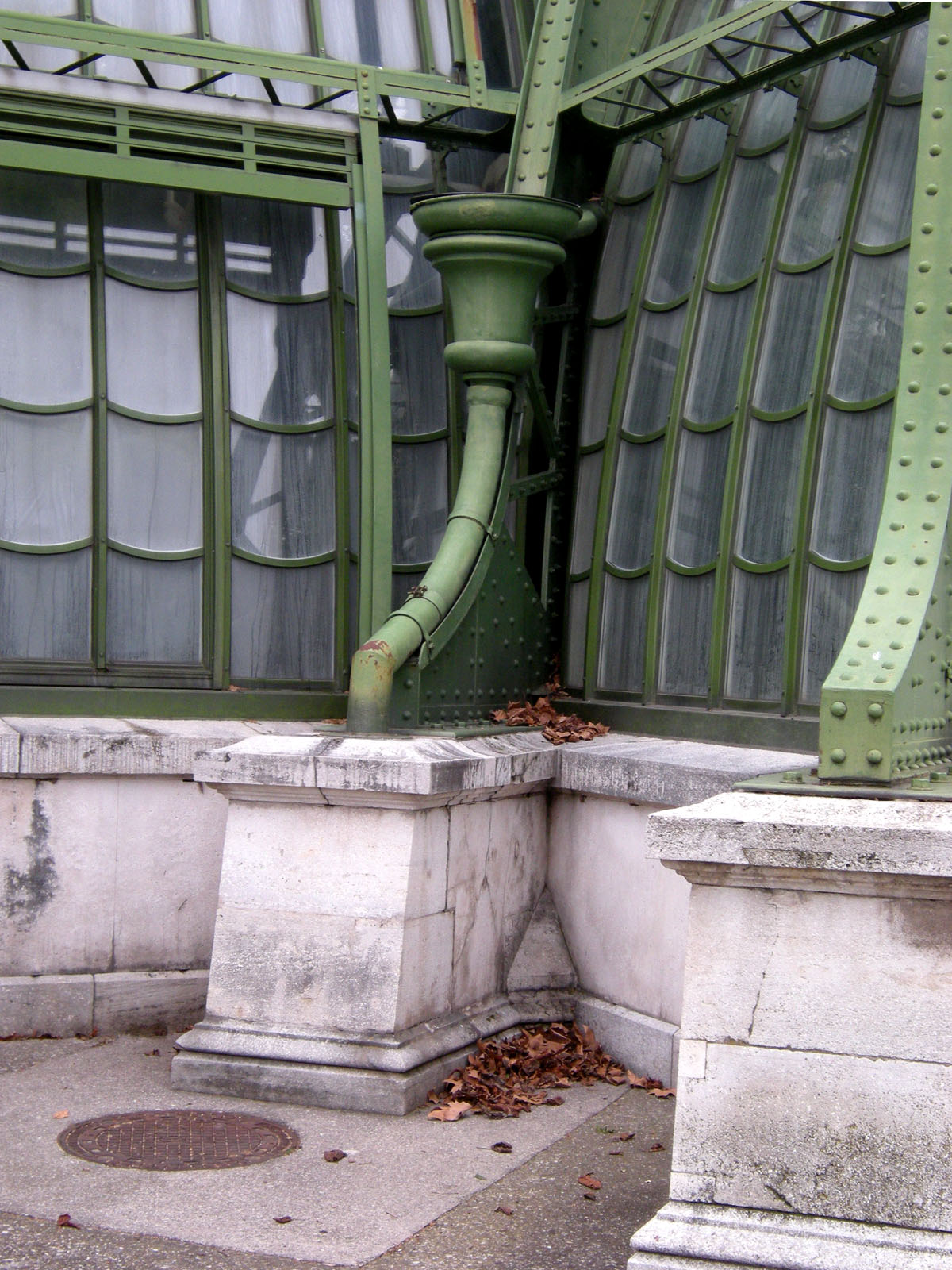
Водостічні колектори

Під час повітряного нальоту 21 лютого 1945 понад 200 бомб впало на палац і його околиці. Засклення Пальмової оранжереї було майже повністю зруйновано. Кілька цінних рослин були врятовані, тому що вони бути розміщені у сусідній оранжереї Сонячного годинника, а іншим (деяким великим пальмам і деревоподібним папоротям) вдалося вижити при температурі до −7° С. Багато рослин загинуло.
У 1948 року почалася реконструкція оранжереї. Щоб вставити 45000 скляних пакетів було використано близько 55 тонн шпаклівки. Церемонія відкриття відбулася 14 січня 1953 року.
Після руйнування моста у Відні 1 серпня 1976 року всі мости і сталеві конструкцій були перевірені і знайшли, серед іншого, ряд серйозних недоліків Пальмової оранжереї. У листопаді того ж року оранжерея була закрита для публіки.
Після майже десяти років технічних і політичних дискусій будівельні роботи розпочалися 12 травня 1986 року і тривали протягом п'яти років. Канарська фінікова пальма, яка важила вісім тонн, була перенесена на час ремонтних робіт у оранжерею Сонячного годинника.

## Архітектура
Пальмова оранжерея була побудована з приблизно 600 тонн пудлінгованого кованого заліза і 120 тонн чавуну, вона має довжину 111 метрів, ширину 29 метрів і 25 метрів заввишки. Покрита 45000 скляних блоків. У ході капітального відновлення 1986—1990 побажання садівників були взяті до уваги, наскільки це можливо.

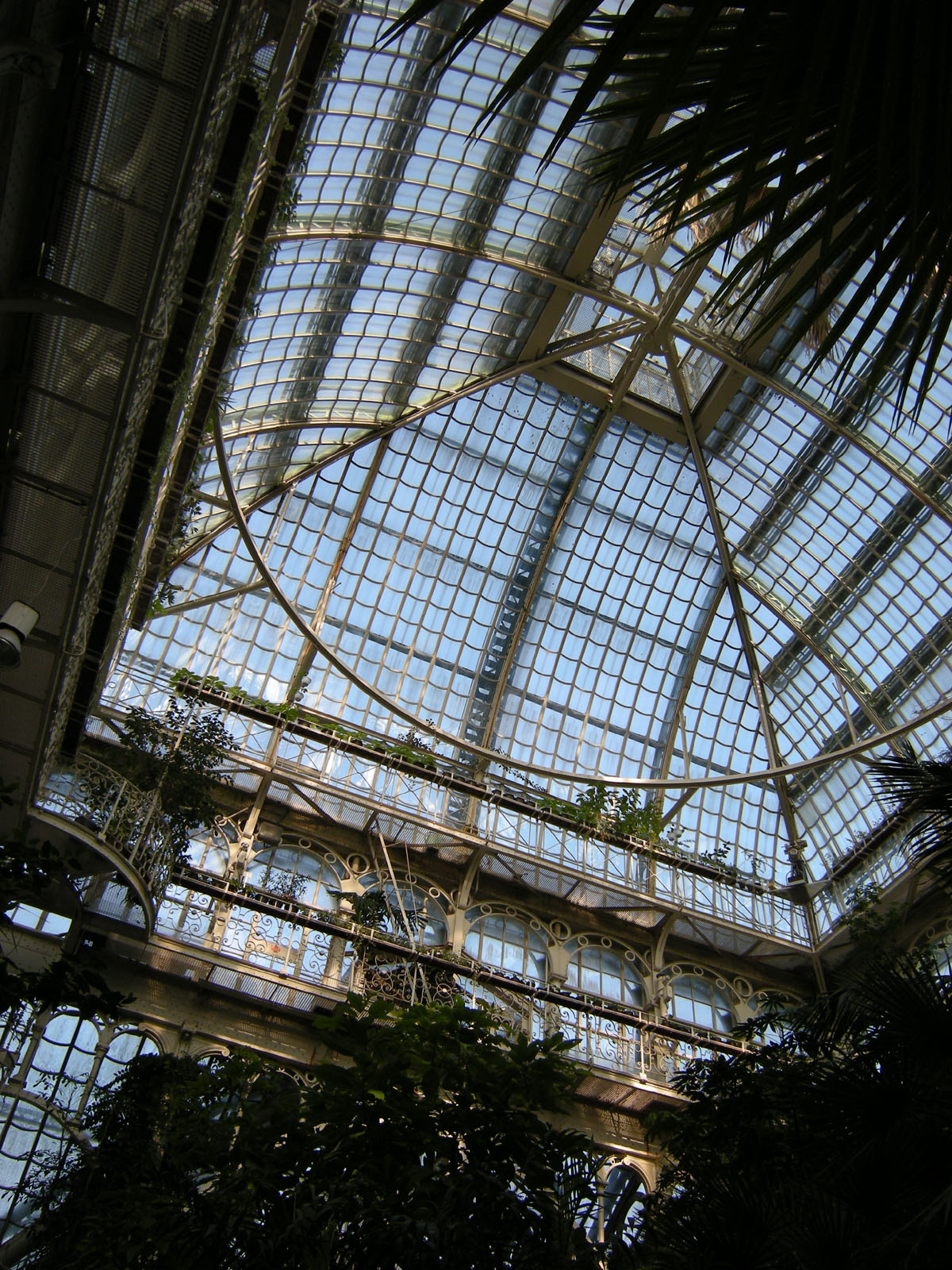
Дах головного залу
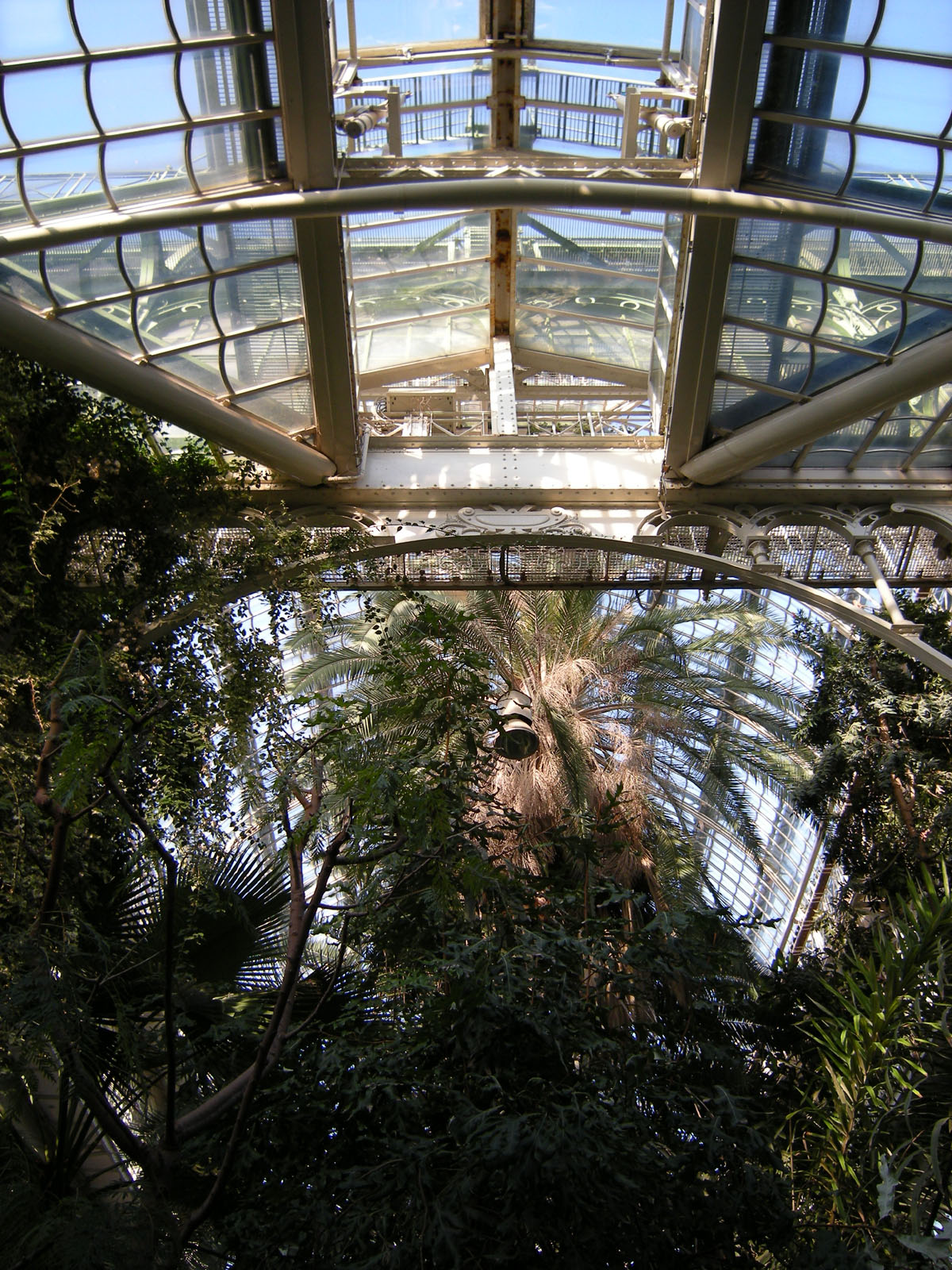
Дах головного залу
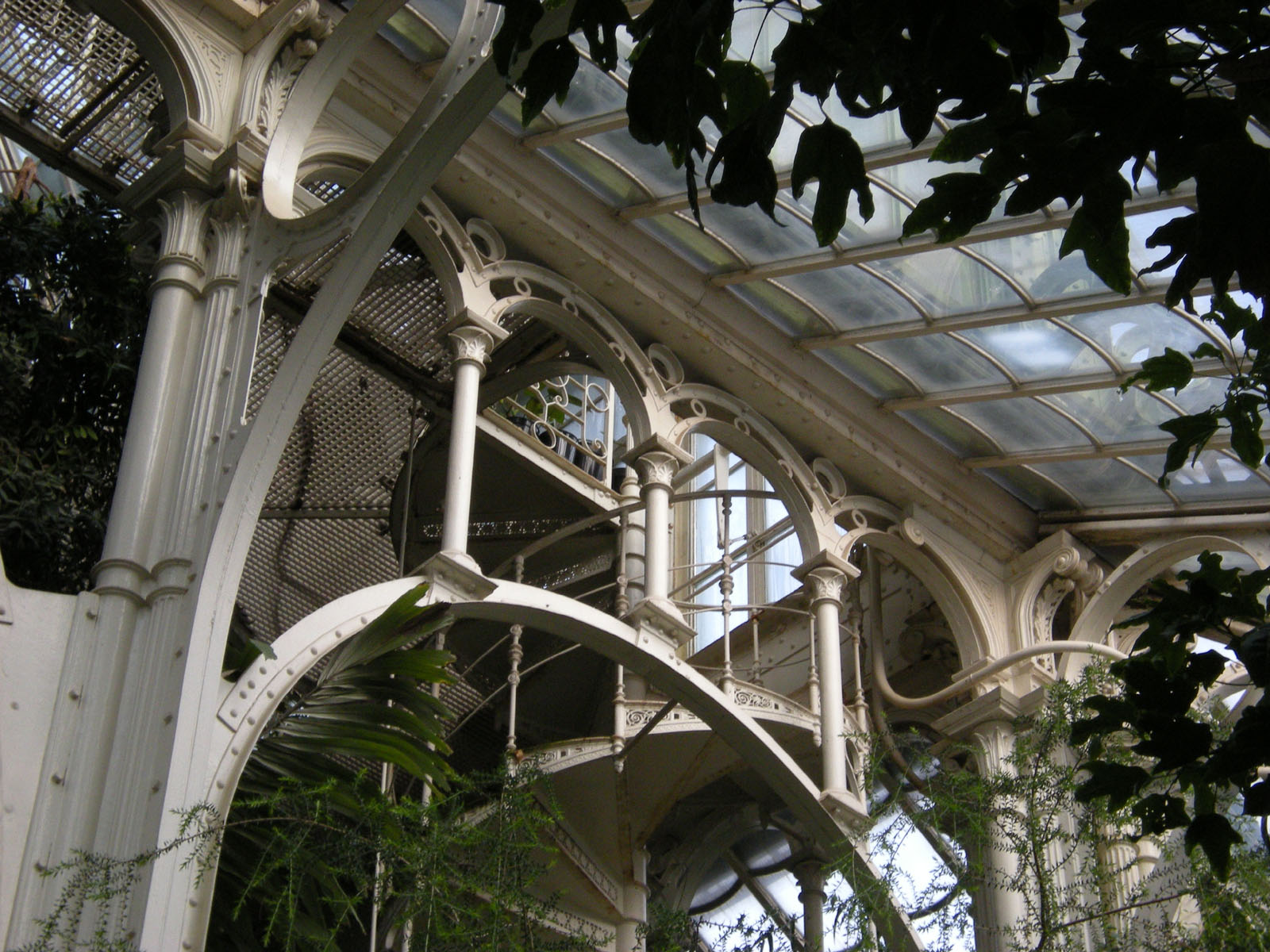
Деталь головного залу
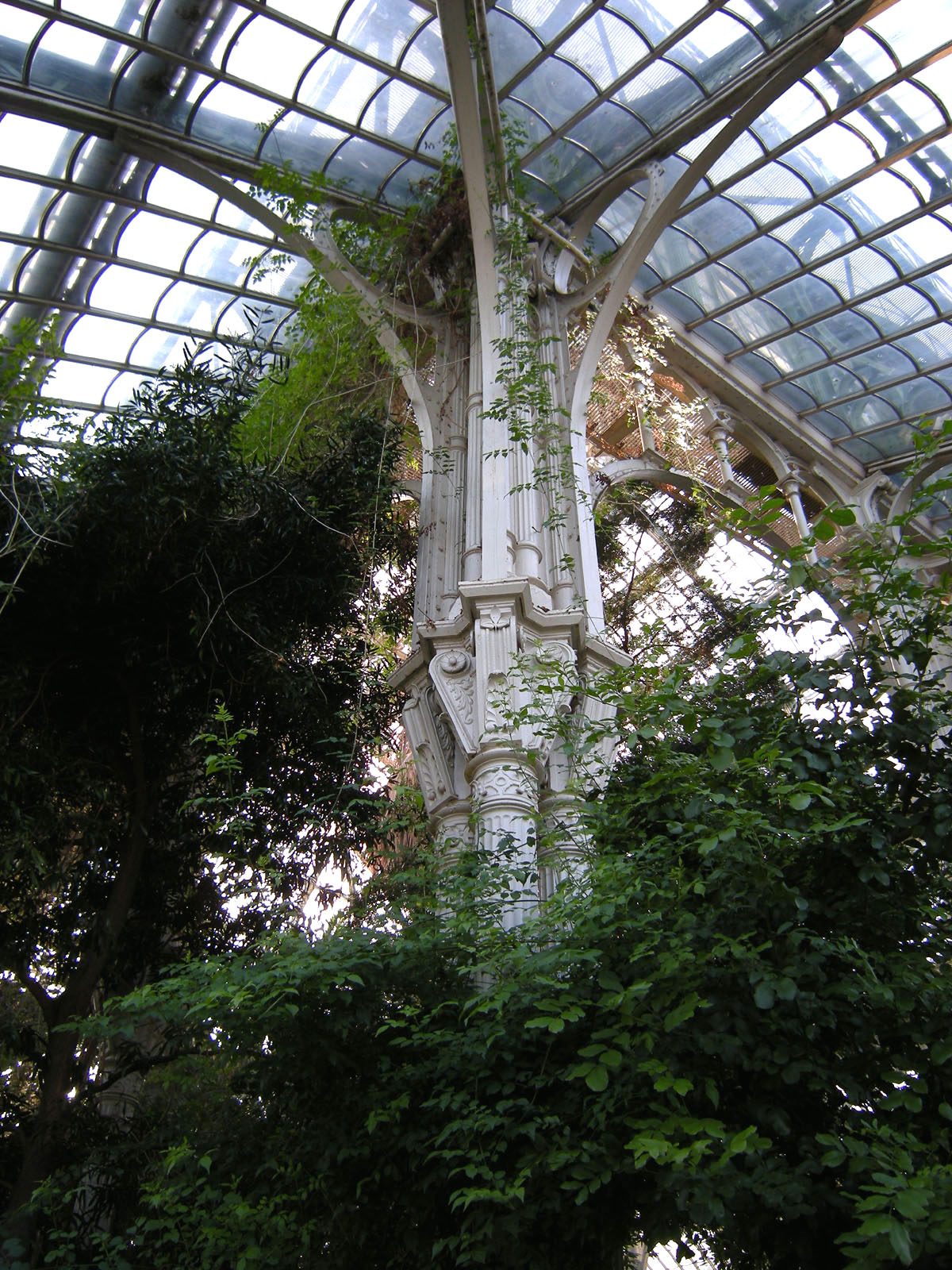
Деревоподібна розгалужена залізна колона.
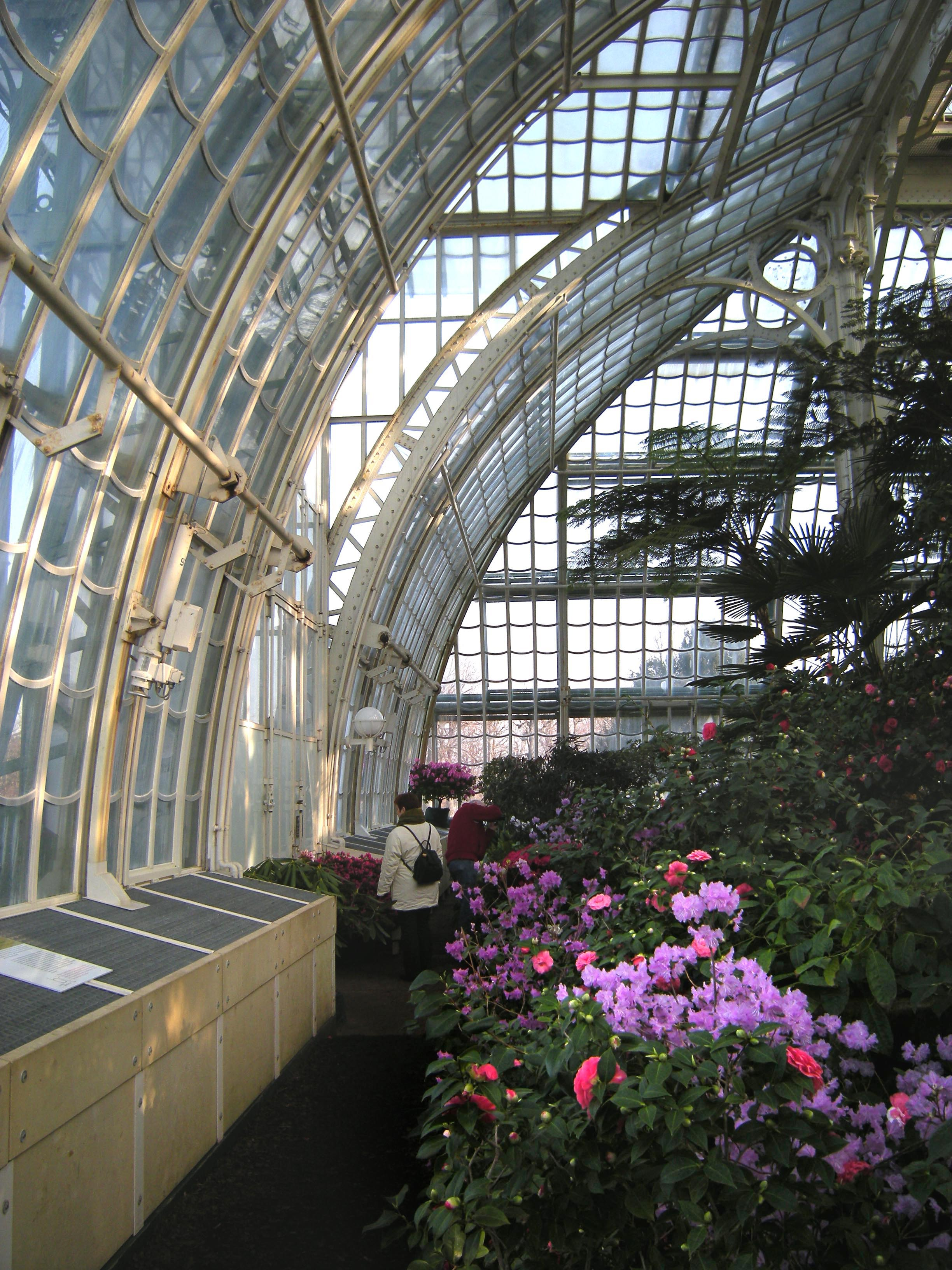
Рододендрони.
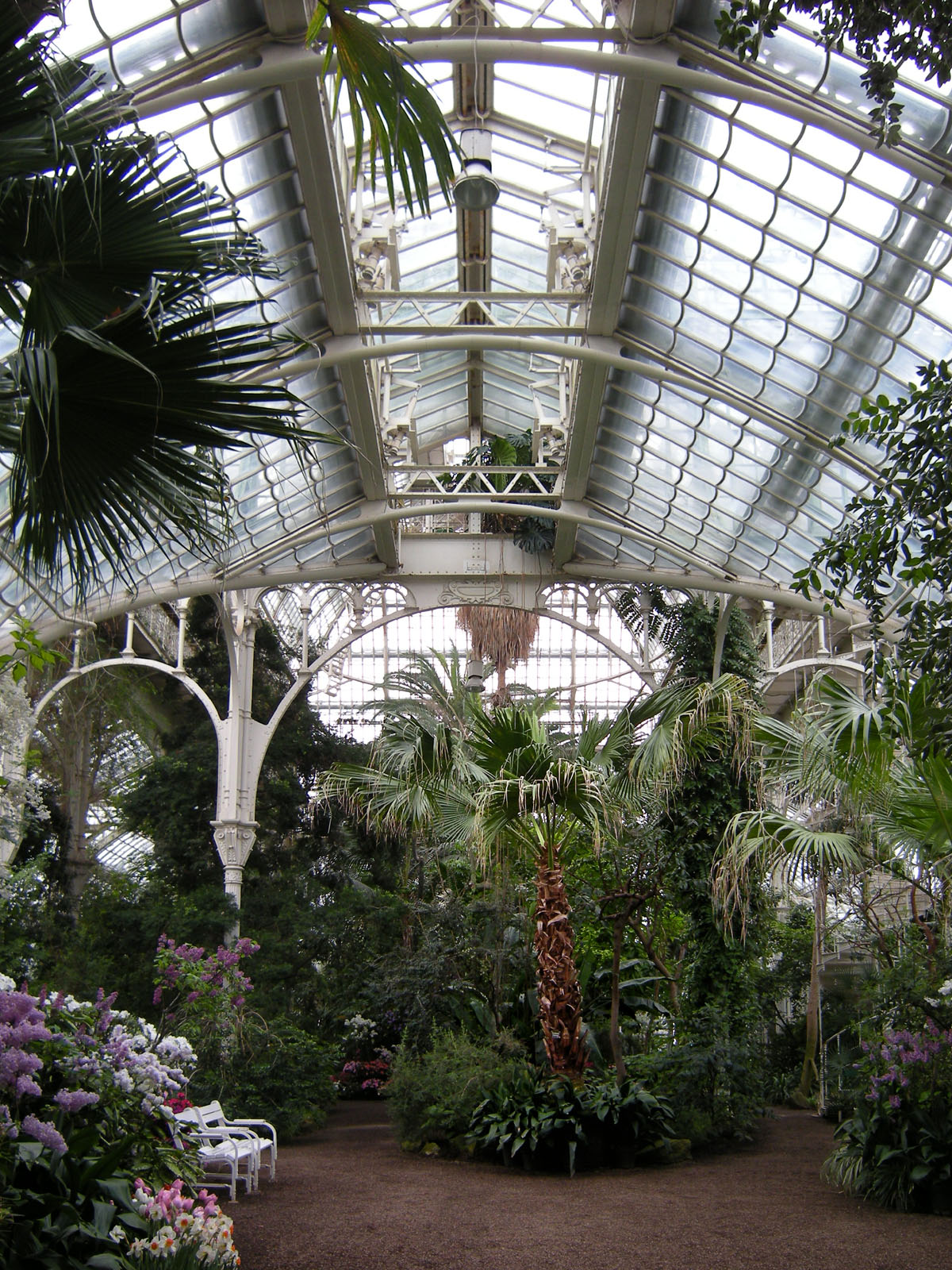
Головний зал, вид з півночі
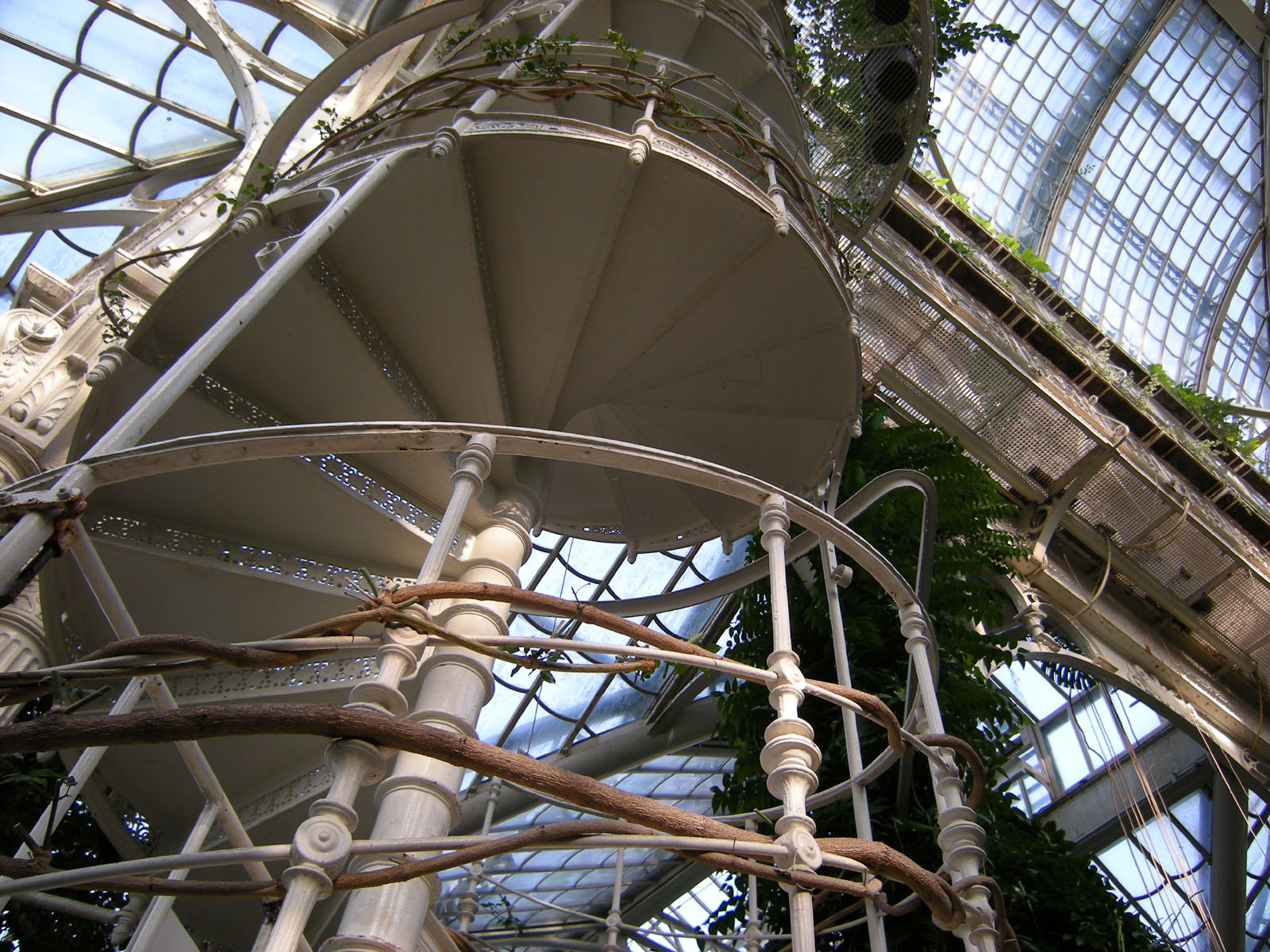
Спіральні сходи
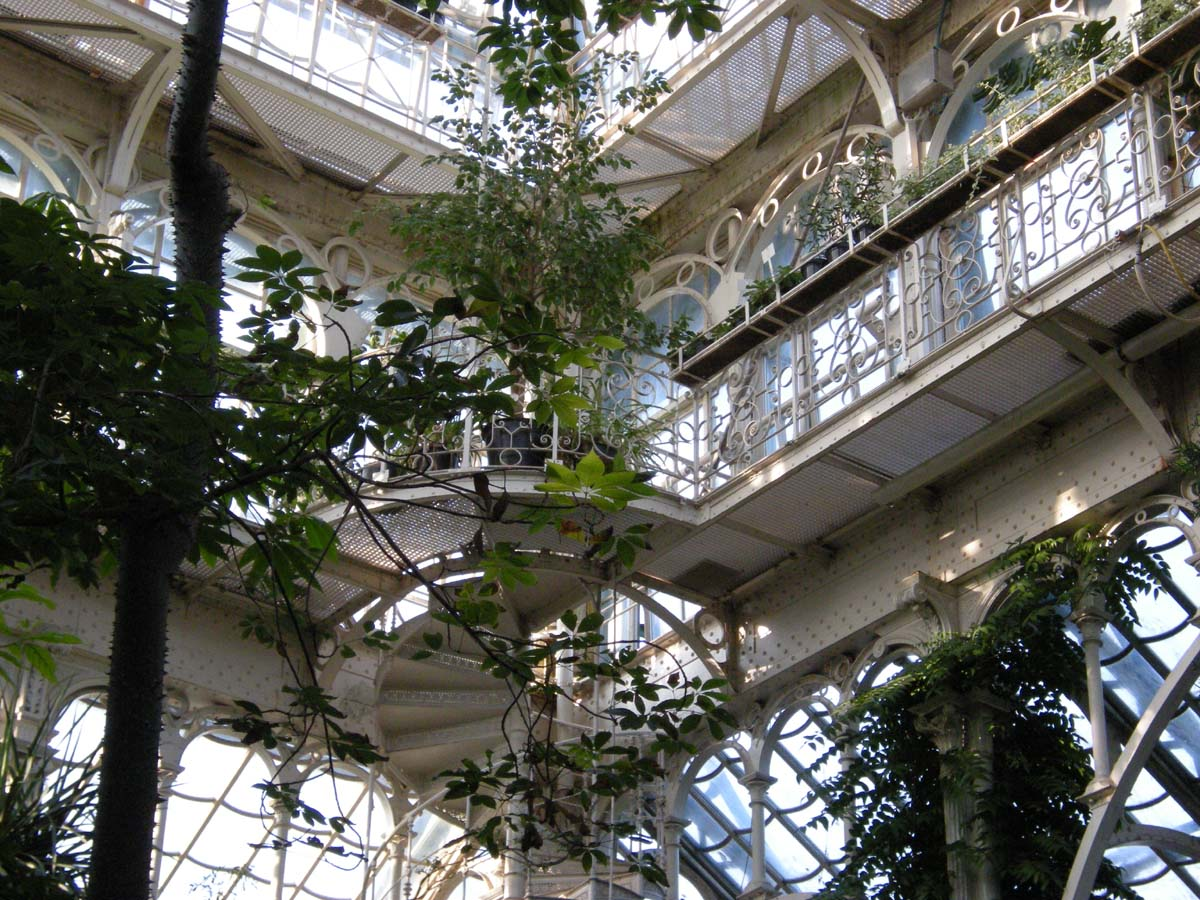
Сходи і галерея (для відвідувачів заблоковані)

## Рідкісні рослини
Найстарішим у оранжереї є маслинове дерево, якому за оцінкою вже 350 років, яке було представлене Іспанією на Віденській міжнародній виставці садівництва у 1974 році.
«Жива копалина» Wollemia nobilis — рідкісна рослина, що за межами Австралії рідко культивується, і яку відкрили тільки у 1994 році. Австралійська рослина, яку отримав Ботанічний сад Віденського університету у 2004 році на честь свого 250-річного ювілею, і яка з 2005 року експонується у пальмовій оранжереї Шенбрунна.
Також заслуговує уваги колекції азалій, в якої є рослини віком більше ста років, а також колекція деревоподібних папоротей.

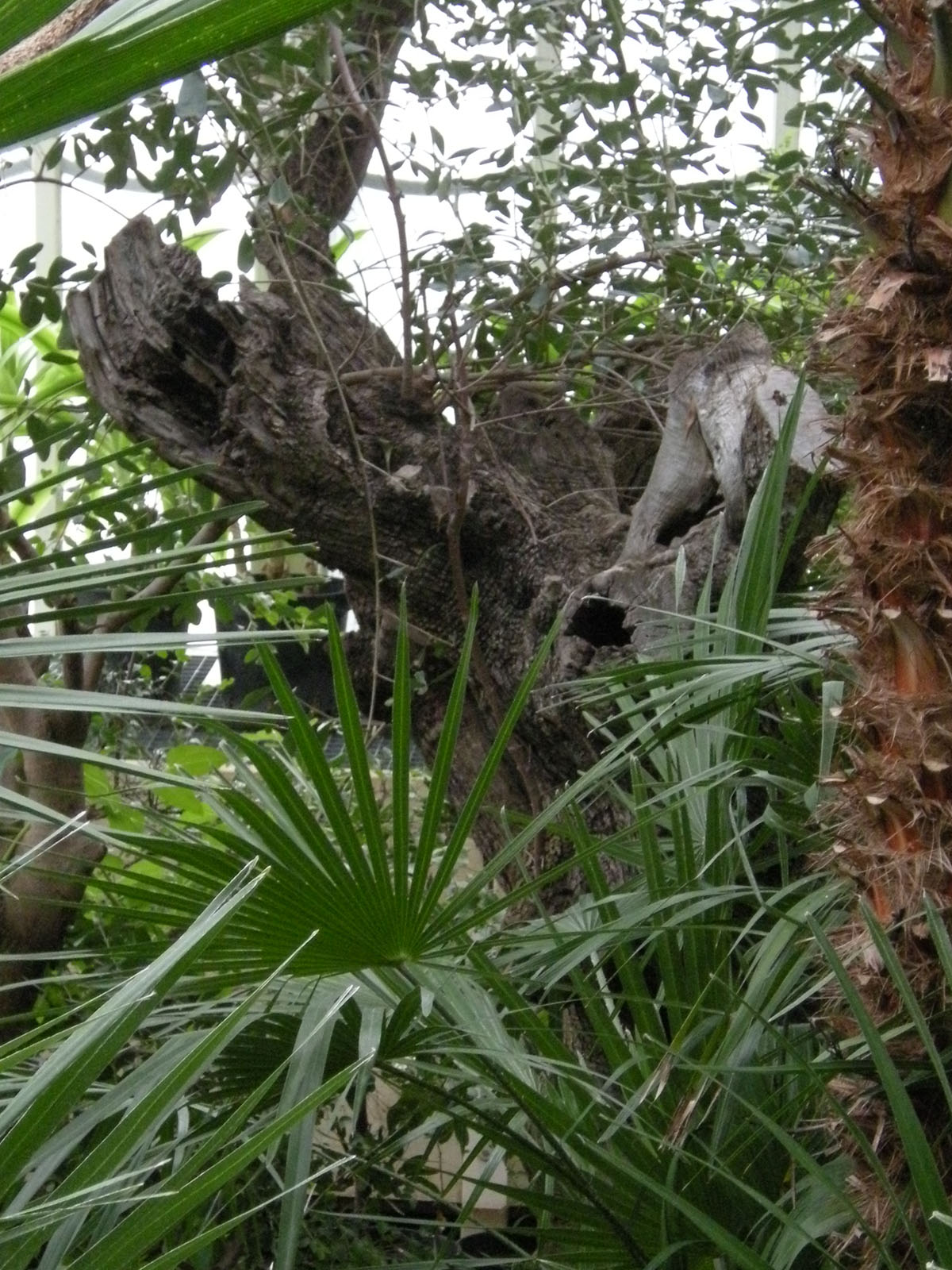
350-річне маслинове дерево
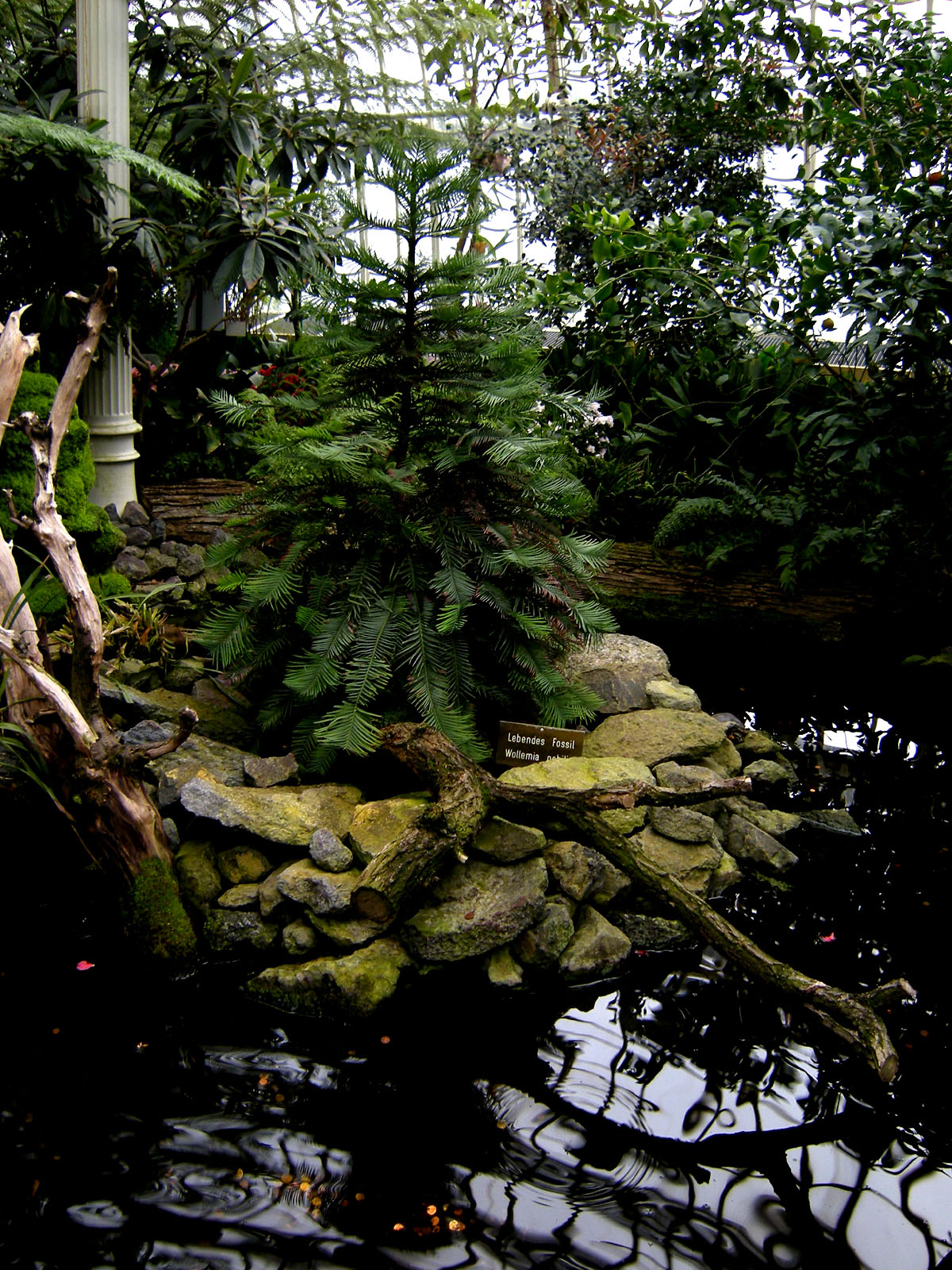
Wollemia nobilis, жива копалина
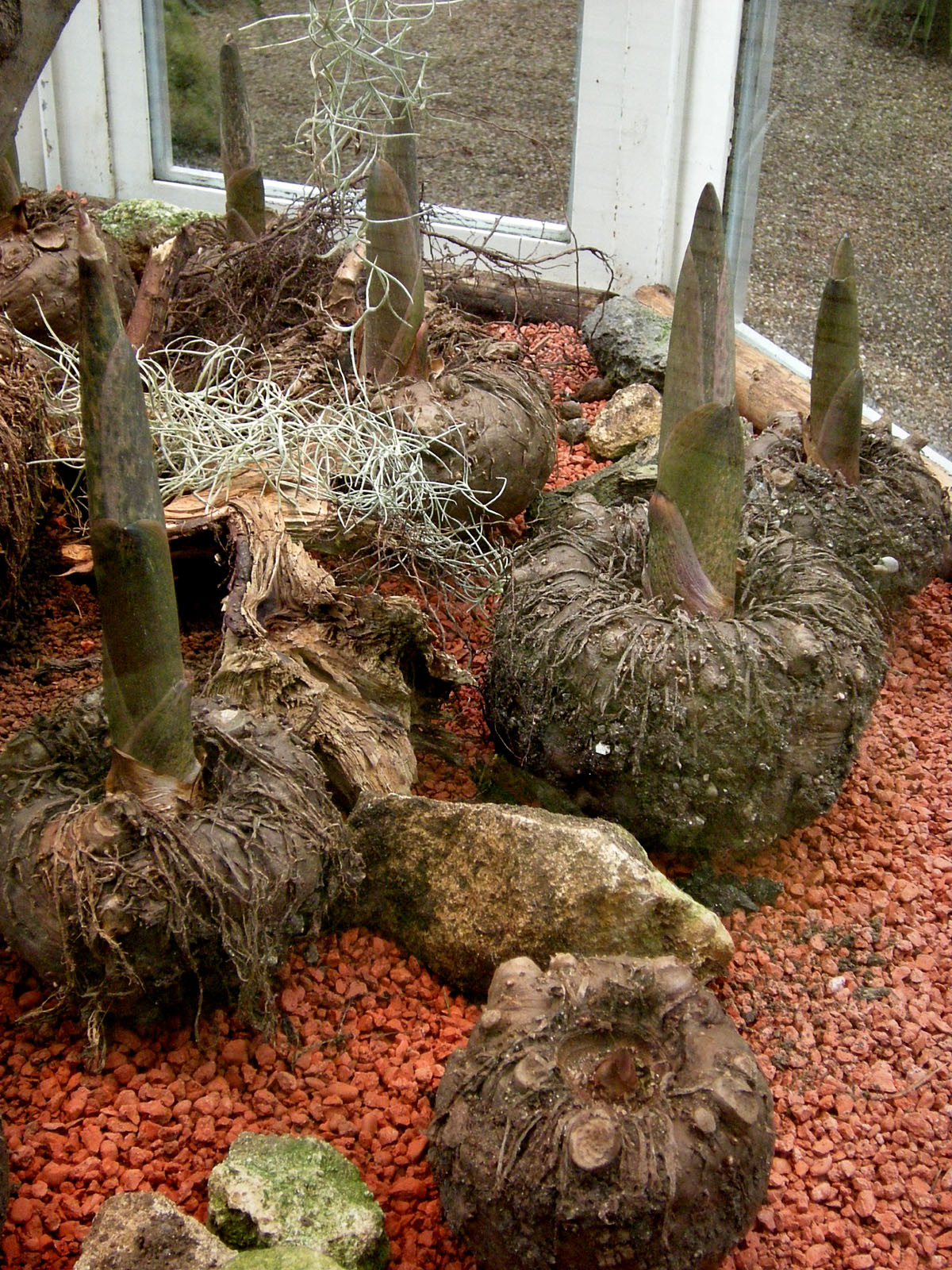
Аморфофаллус ("язик диявола").
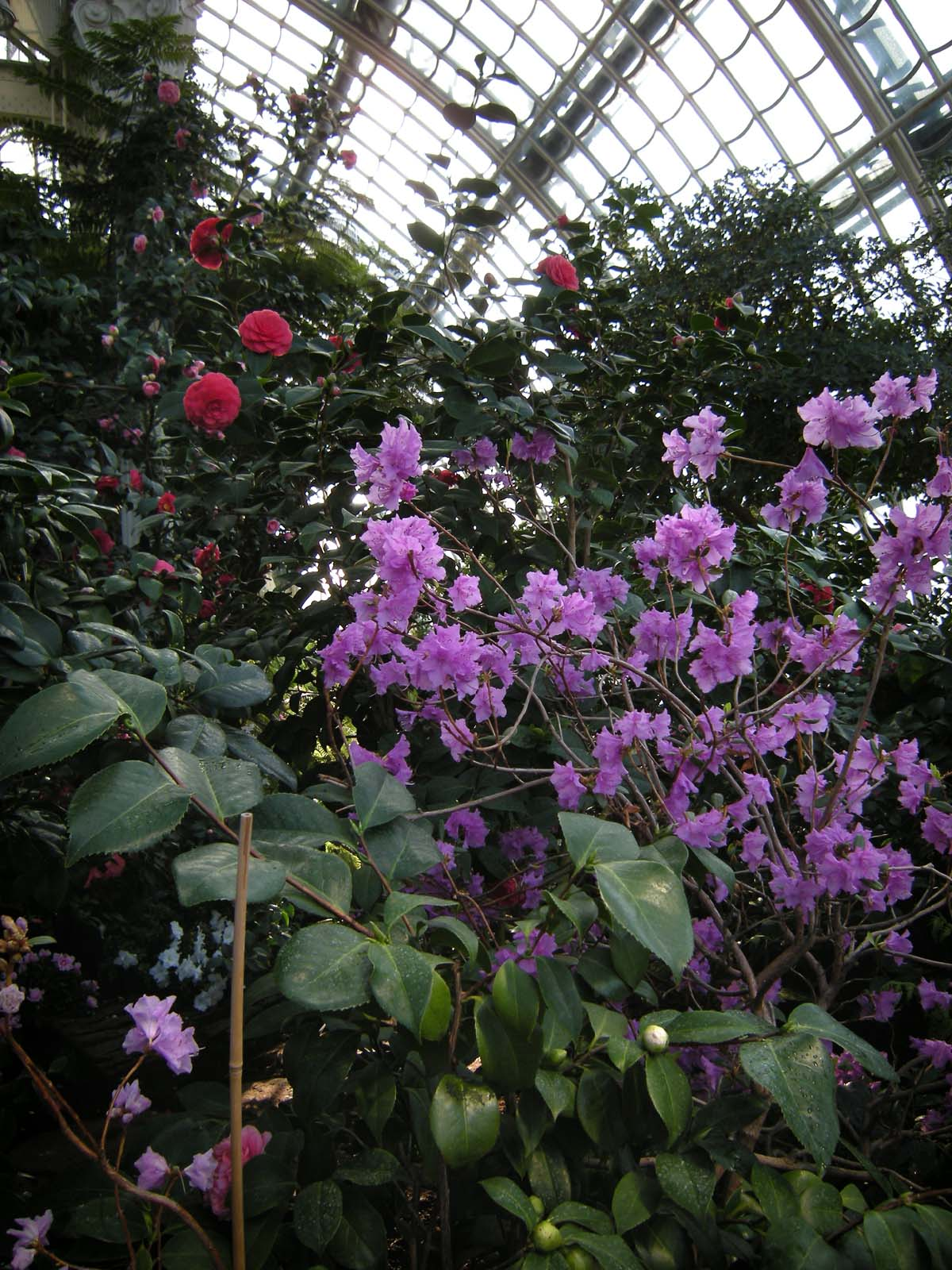
Рододендрони та камелії
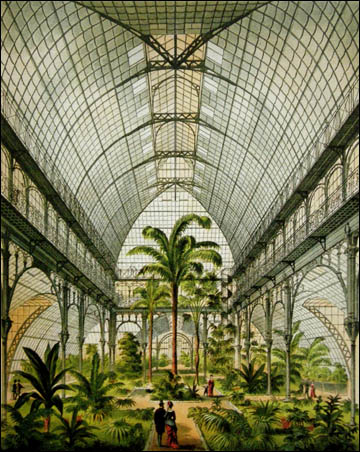
Пальмова оранжерея у 1883 році з пальмою Марії-Терезії
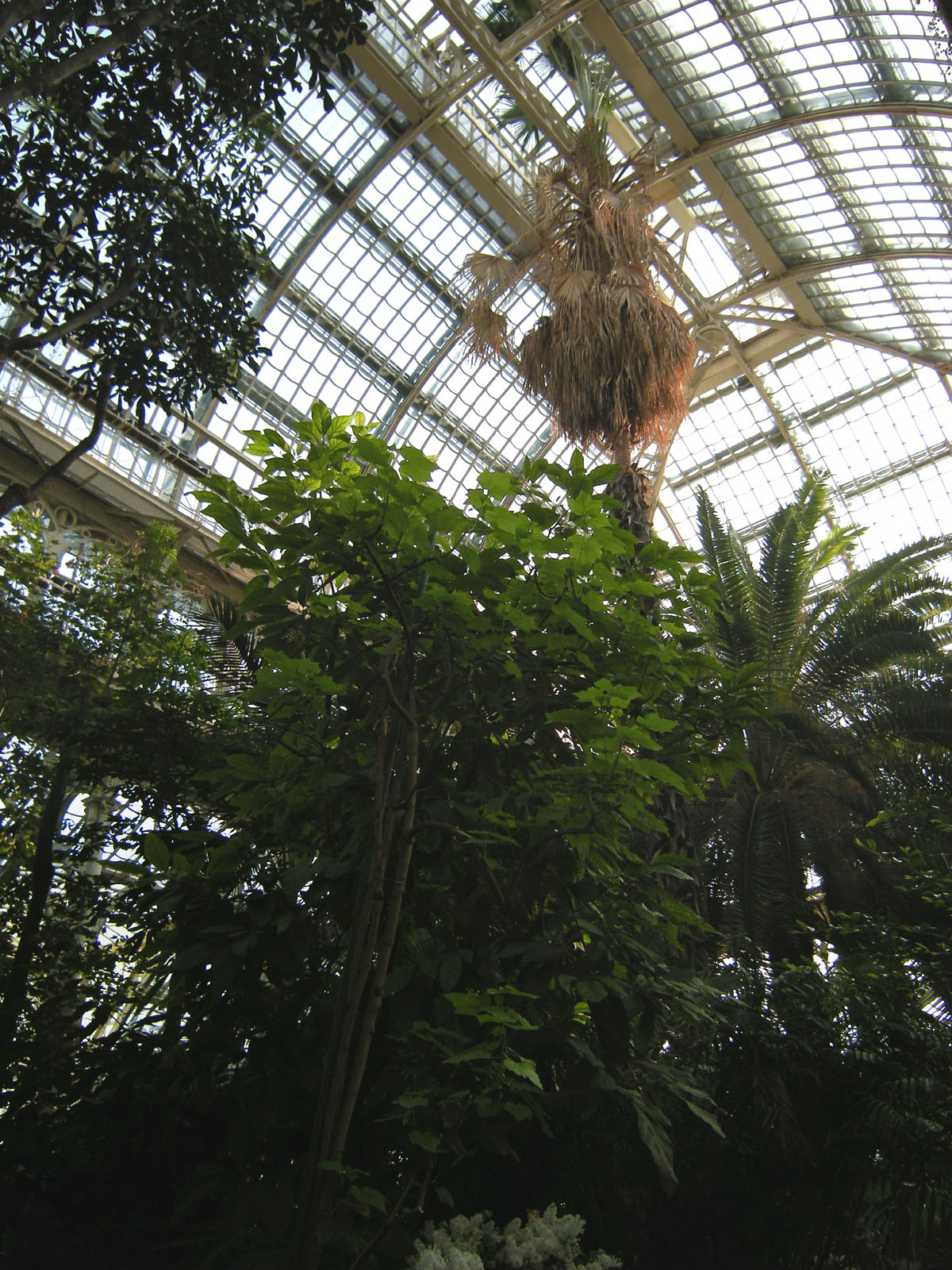
Livistona chinensis
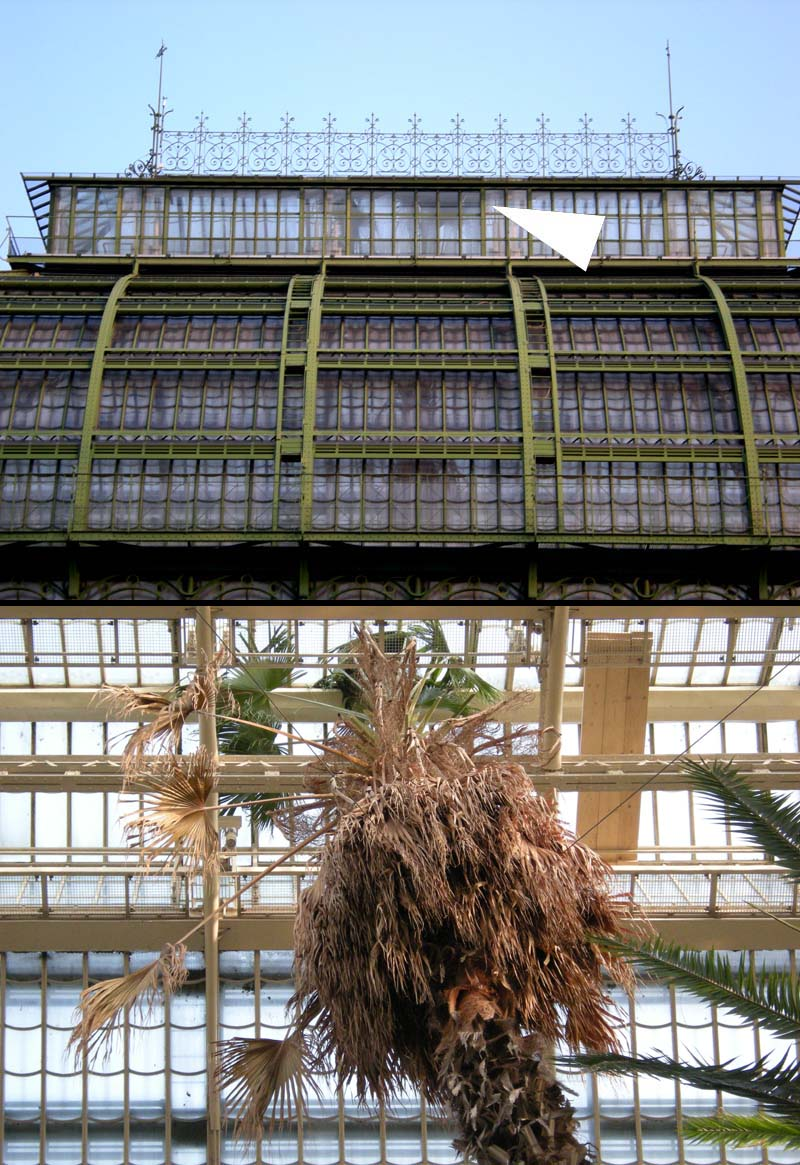
Пальма "Сісі", верхівка показана трикутником
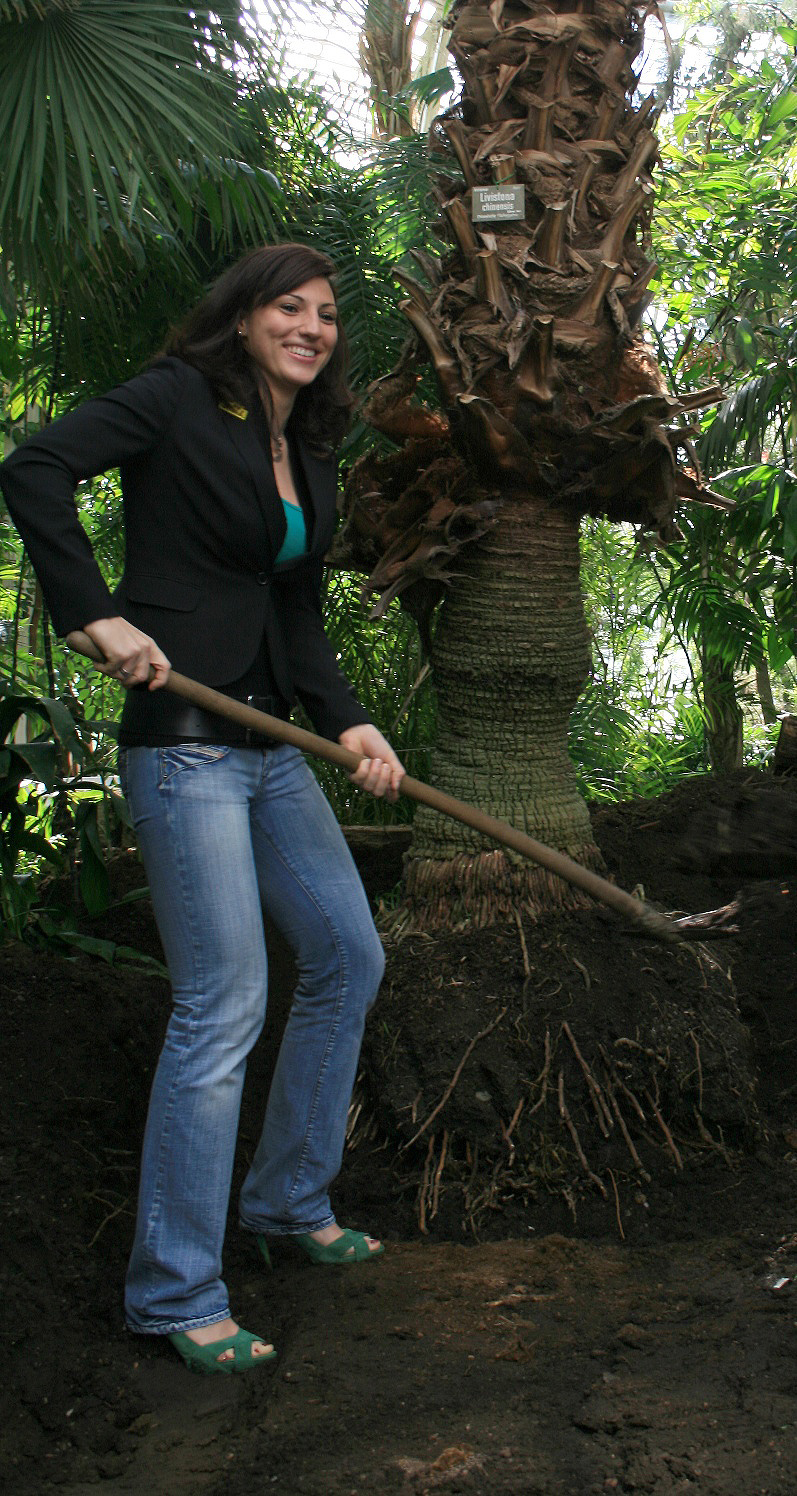
Мірна Юкич під час посадки "Пальми Мірни".